# Niewidzialny woźnica
Niewidzialny woźnica (szw. Körkarlen) – powieść szwedzkiej pisarki Selmy Lagerlöf z 1912 roku.
Gdy Lagerlöf zaczęła pracę nad powieścią, nazwała ją swoją „Opowieścią wigilijną”, nawiązując tym samym do dzieła Charlesa Dickensa. Niewidzialny woźnica został zekranizowany dwukrotnie w Szwecji (1921, 1958) oraz raz we Francji (1939). 
Powieść ukazała się po polsku w 1923 roku w anonimowym tłumaczeniu. 

## Streszczenie fabuły
W noc sylwestrową, w nienazwanym mieście, na łożu śmierci leży siostra Edit, członkini Armii Zbawienia. Czuwają przy niej jej matka, Maria, oraz kapitan Andersson. Kobieta cierpi na gruźlicę, a przed śmiercią chce po raz ostatni zobaczyć Davida Holma. Prosi, by go do siebie zawołać.
Alkoholik David Holm był pierwszą osobą, która przyszła do nowej placówki Armii Zbawienia, którą Edit i Maria otworzyły w poprzednią noc sylwestrową. Siostra Edit wiele razy w mijającym roku chciała pomóc Holmowi, ale ten zawsze ją odrzucał. Chęć Edit, by zrobić z Davida lepszego człowieka, rosła wraz z coraz głębszą miłością do niego. Gdy dowiedziała się, że David jest żonaty, spotkała jego żonę, która go wcześniej zostawiła, i przekonała ją do pogodzenia się z Holmem. Mężczyzna nadal jednak znęcał się nad nią i dziećmi, a sytuacja rodzinna stała się jeszcze gorsza niż wcześniej. Paradoksalnie zatem Edit przyczyniła się do jeszcze większego cierpienia żony i dzieci Holma. Wiedząc jednak, że sama zaraz umrze, chce po raz ostatni raz spróbować nawrócić mężczyznę.
Podczas gdy Edit leży na łożu śmierci, David Holm siedzi z kompanami pod kościołem i opowiada im legendę o woźnicy, który służy samej Śmierci, i musi prowadzić jej wóz, zbierając kolejne zmarłe dusze. Wierzy się, że ten, kto umiera jako ostatni w roku, musi brać na siebie to straszne zadanie. Holm słyszał o swoim kompanie, Georgesie, który zmarł rok wcześniej dokładnie przed końcem starego roku. Holm mówi też o tym, że nie chciał odwiedzić siostry Edit na jej łożu śmierci. Dochodzi do bójki pijanych mężczyzn. Gdy z dzwonnicy kościoła rozlega się bicie dzwonów, oznaczające początek nowego roku, Holm pada martwy. Przed kościołem pojawia się wóz Śmierci i Holm dostrzega, że woźnicą jest właśnie jego dawny kompan, Georges. Mężczyzna mówi mu, że przyszła teraz kolej Davida na przejęcie tego zadania. Georges wciąga Holma na wóz i wiezie go do tych, którzy go kochali najbardziej i których najbardziej skrzywdził.
Wpierw udają się do Edit. Gdy David słyszy Edit mówiącą woźnicy, jak bardzo kochała Holma, jego nienawiść znika. Siostra Edit staje się wolna od winy, którą czuła z powodu losu Davida i może umrzeć ze spokojnym sumieniem. Holm musi dalej odbywać swoją pokutę i pod nadzorem woźnicy udaje się do więzienia, gdzie siedzi jego brat. Holm sprowadził go na złą drogę i to przez niego zaczął on pić i skazano go za morderstwo. Brat Holma jest umierający i przeprasza, że nie dotrzymał obietnicy, by nad morze zawieść Bernharda, chore dziecko. Brat Holma bardzo lubił Bernharda, ponieważ on i jego rodzina mu pomogli. Holm obiecuje, że zaopiekuje się dzieckiem, a brat umiera w spokoju. Na końcu David i woźnica docierają do domu Holma, gdzie jego żona zdecydowała się zabić siebie i dzieci. Mężczyzna mierzy się z konsekwencjami swoich działań i prosi Georgesa, by ten nie pozwolił umrzeć niewinnym. Prosi Boga o pomoc, na co Georges odsyła duszę Holma z powrotem do jego ciała, by ten mógł uratować życie swojej żony i dzieci. Pod koniec Holm zostaje zwolniony z bycia woźnicą śmierci i godzi się z żoną.

## Tło powstania utworu
Na początku XX wieku w Szwecji upowszechnił się nowy ideał literatury, która miała być bardziej polityczna i zaangażowana społecznie, w przeciwieństwie do tendencji neoromantycznych i idealistycznych obowiązujących w latach 90. XIX wieku. Lagerlöf bardzo dotknęła krytyka braku innowacyjności i zaangażowania jej twórczości, która spotkała ją po publikacji powieści Ojczyzna Liljekrony (1911). Podjęcie współczesnych problemów społecznych w Niewidzialnym woźnicy można interpretować jako chęć sprostania oczekiwaniom i dopasowania się do nowych tendecji. Za sprawą swojego religijnego i mistycznego charakteru, a także naturalistycznemu obrazowaniu, powieść jest jednak dużo bliższa szwedzkiej literaturze przełomu wieków, niż prozie lat 10. XX wieku. Nowością było jednak głębsze rozwinięcie tematu śmierci, niż w jej poprzednich dziełach. To że głównym tematem Niewidzialnego woźnicy stała się gruźlica, wynikało z tego Szwedzkie Narodowe Stowarzyszenie Walki z Gruźlicą (szw. Svenska nationalföreningen mot tuberkulos) poprosiło pisarkę o utwór propagandowy, wspierający walkę z tą chorobą. Sama Lagerlöf miała osobiste doświadczenia z gruźlicą, ponieważ jej siostra Anna zmarła na nią w 1879 roku. To doświadczenie mogło wzmocnić chęć stworzenia takiego utworu dla Stowarzyszenia, a także znalazło swoje odzwierciedlenie w opisie samej choroby w powieści, zwłaszcza w przypadku siostry Edit.
Inny problem społeczny poruszony w książce, alkoholizm, miał duże znaczenie dla Selmy Lagerlöf, ponieważ dotknął on jej ojca, Gustava Lagerlöfa. Pisarz P.O. Enquist uważa, że portret alkoholika Davida Holma opiera się na wspomnieniach Selmy Lagerlöf dotyczących jej własnego ojca. Twierdził również, że historie Edit i żona Davida odzwierciedlają ambiwalentny stosunek Selmy do jej własnego ojca: z jednej strony miłość gotowa do poświęceń, z drugiej zaś zawód, jaki dotknął osobę współuzależnioną. 
Opowieść o chorym chłopcu Bernhardzie i marzeniu jego rodziców, by zabrać go nad morze, można interpretować jako nawiązanie do życia samej Lagerlöf. Jej rodzice zabrali ją do Strömstad, w nadziei, że pobyt w nadmorskim kurorcie pomoże jej problemowi z nogą, co też się udało.  

## Odbiór i interpretacje
Niewidzialny woźnica został przyjęty przez krytykę dość chłodno. Mimo że Lagerlöf wpisała się w panujący wówczas klimat literacki, wielu recenzentów uznało, że powieść jest nieudana. Wskazywano na sentymentalność, długie wątki retardacyjne, znaczną teatralizację oraz aspekty moralizujące i dydaktyczne. Nie spodobały się również elementy melodramatyczne powieści. W opracowaniach historycznoliterackich, Niewidzialny woźnica był najczęściej omawiany lakonicznie lub w ogóle.
Późniejsi szwedzcy badacze oceniają Niewidzialnego woźnicę dużo pozytywniej. Sven Stolpe uważa, że „Niewidzialny woźnica był tak nowy w formie, tak otwarcie przeciwstawiał się dotychczas obowiązującym regułom sztuki prozatorskiej, że takie postrzeganie przez krytyków było oczywiste’’. Opinia Henrika Wivelsa co do walorów stylistycznych powieści jest również pozytywna: „Powieść krytykowano za jej sentymentalność. Nie jest to zupełnie sprawiedliwe, ponieważ krytycy mylą język powieści z językiem samej Selmy Lagerlöf. Pisarka chciała nacechować język powieści językiem Armii Zbawienia. Nie oznacza to wcale, że sam utwór można uznać za egzaltowany. Tak jak wchodzi on w konkretny obszar społeczny, tak samo wychodzi on z niego, prosto w eteryczną strefę, gdzie język jest porywający.” Vivi Edström zauważa, że powieść Lagerlöf operuje środkami nie dającymi się ze sobą połączyć. Jednym z nich jest brutalny obiektywizm w opisie społecznej nędzy i dekadencji, a innym ekstatyczna wizja czystości i łaski. Ulla-Britta Lagerroth zwraca również uwagę, że pojedyncze rozdziały są zbudowane jak sceny teatralne, że opierają się na scenicznych środkach budowania napięcia i dramaturgii. Styl powieści, nazywanej przez P.O. Enquista w eseju „Den medberoende sagoförtäljerskan” (1997) „literaturą trywialną’’, „literaturą kolportażową”,  „przesłodzeniem’’, „melodramatem’’, tłumaczy się jako świadomą strategię, dzięki której Selma Lagerlöf mogła potraktować alkoholizm jako temat, a równocześnie zamaskować tło biograficzne. Enquist uważa również, że Selma Lagerlöf nie zniżyła się do literatury trywialnej, a „stworzyła ją od wewnątrz, z tymi elementami niewinności, które trzeba mieć, by móc tworzyć wielką sztukę z trywialności’’.

## Ekranizacje

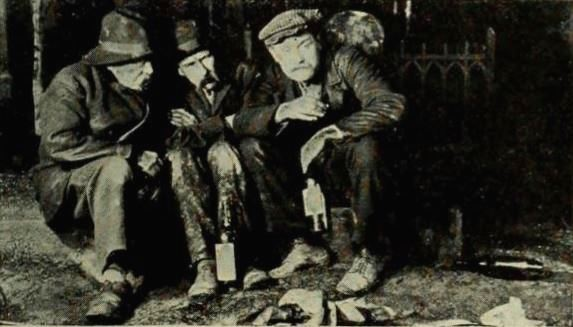
Kadr ze szwedzkiej ekranizacji z 1921 roku

- 1921 – Furman śmierci, reż. Victor Sjöström[12]
- 1939 – Furman śmierci (La charrette fantôme), reż. Julien Duvivier[13]
- 1958 – Furman śmierci, reż. Arne Mattsson[14]